# 萨拉蒙费拉托
萨拉蒙费拉托（義大利語：Sala Monferrato），是意大利亚历山德里亚省的一个市镇。总面积7.67平方公里，人口394人，人口密度51.4人/平方公里（2009年）。ISTAT代码为006150。